# Project Engage
Project Engage(프로젝트 엔게이지)는 애니플렉스에 의한 미디어 믹스 작품이다. 라이트 노벨 작가의 마루토 후미아키와 일러스트레이터의 츠나코를 메인 스태프로서 2022년 7월부터 9월까지 TV 애니메이션 『Engage Kiss』(엔게이지 키스)가 방송했고, 동작의 코미컬라이즈가 2022년 7월 2일부터 연재중. 또, 스퀘어 에닉스에 의한 스마트폰 게임 『Engage Kill』(엔게이지 킬)의 제작이 결정되었다.
본 프로젝트는 2022년 3월 23일 '완전 신작 오리지널 프로젝트'로 발표되었다. 동년 3월 26일의 Anime Japan 2022에서 사이토 소마, 아이자와 사야, Lynn, 마루토 후미아키, 카시와다 신이치로에 의한 토크 쇼가 행해져, 제일보로서 오리지널 텔레비전 애니메이션 「Engage Kiss」의 제작이 발표되어, 4월 24일에 제2보로서 스마트폰 게임 「Engage Kill」의 제작이 발표되었다.

## 등장인물
오가타 슈(緒方シュウ)
성우 - 사이토 소마
생일 - 9월 2일 / 나이 - 20세 이상 / 키 - 179cm / 혈액형 - O형
영세 PMC 「I&S(이삼&슈우) 사무소」의 사장으로서 악마 퇴치를 실시하는, 전 대형 PMC 소속의 청년
키사라(キサラ)
성우 - 아이자와 사야
생일 - 9월 30일 / 나이 - 수백 년 전부터 살아 있기 때문에 불상 / 신장 - 158cm / 혈액형 - 불명
키스를 대가로 한 계약을 슈우와 나누고, 악마 퇴치를 돕는 소녀. 그녀 자신도 악마이지만, 평상시는 그것을 숨기고 고교생으로서 생활하고 있다. 얀데레 D 재해로서의 등급은 A급.
유우기리 아야노(夕桐アヤノ)
성우 - Lynn
생일 - 11월 2일 / 연령 - 슈보다 연상(거기까지 떨어져 있지 않으면 본인담) / 신장 - 165cm / 혈액형 - A형
슈우의 전 연인으로 지금도 슈우의 번거로움을 보고 있다. 슈우가 원래 소속했던 대기업 PMC 사장의 딸이며, 자신도 그 PMC 「AAA Defender Co.(트리플 에디펜더)」에 소속되어 있는 엘리트 에이전트.
샤론 홀리그레일(シャロン・ホーリーグレイル)
성우 - 오오쿠보 루미
생일 - 10월 4일 / 나이 - 슈와 같은 해 / 신장 - 162cm / 혈액형 - AB형
성천교회에 소속된 자매 겸, 엑소시스트 집단의 에이전트.

## TV 애니메이션
"Engage Kiss"(인게이지 키스)는 A-1 Pictures 제작에 의한 일본의 TV 애니메이션이다. 2022년 7월부터 9월까지 TOKYO MX 등에서 방송되었다. 대한민국에서는 애니플러스에서 방송되었다.
러브 코미디를 소재로 한 오리지널 애니메이션이다. 태평양에 떠있는 메가 플로트 도시 '베이론 시티'를 무대로, 도시를 위협하는 '악마'와의 싸움을 통해 슈, 키사라, 아야노의 삼각관계를 그린다.

### 스태프
- 원작 - Bayron City Express
- 감독 - 타나카 토모나리
- 시리즈 구성·각본 - 마루토 후미아키
- 세계관 설정 - 야노 슌사쿠
- 캐릭터 디자인 원안 - 츠나코
- 악마 디자인 원안 - 카타기리 이쿠미
- 애니메이션 캐릭터 디자인 - 타키야마 마사아키
- 서브 캐릭터 디자인 - 후루즈미 치아키
- 애니메이션 악마 디자인·프롭 디자인 - 와다 신페이
- 총기 디자인 - 테라오카 켄지
- 액션 설계 - 칸노 요시히로
- 액션 작화감독 - 마루야마 히로카츠
- 미술 감독 - 오기소 노부히사
- 색채 설계 - 오카자키 나나코
- 촬영 감독 - 미야와키 요헤이
- CG 감독 - 칸다 미즈호, 사이토 스미카
- 편집 - 사카모토 쿠미코
- 음향 감독 - 타카데라 타케시
- 음악 - 후지사와 요시아키
- 음악 프로듀서 - 야마노우치 마사하로
- 음악 제작 - 애니플렉스
- 치프 프로듀서 - 미야케 마사노리
- 프로듀서 - 나라 슌스케, 타다 카나코, 나카쿠라 타케히로
- 애니메이션 프로듀서 - 후지타 사치오
- 애니메이션 제작 - A-1 Pictures
- 제작 - Project Engage

### 주제가
아무나 스크램블(誰彼スクランブル)
halca의 오프닝 테마. 작사·작곡은 타부치 토모야 , 편곡은 카와구치 케이타.
연애뇌(恋愛脳)
나나오 아카리의 엔딩 테마. 작사·작곡·편곡은 나유타 세이지.

### 방영 목록
| 화수   | 제목                                               | 각본                          | 그림 콘티       | 연출                          | 작화 감독 | 총작화 감독                       | 방송일         |
| ------ | -------------------------------------------------- | ----------------------------- | --------------- | ----------------------------- | --- | --------------------------------- | -------------- |
| 제1화  | クズと悪魔と男と女 쓰레기와 악마와 남자와 여자     | 마루토 후미아키               | 타나카 토모나리 | 키무라 요시츠구               | 타키야마 마사아키 후루즈미 치아키 사이토 유 타카하시 타카코 미즈노 타츠야 이마다 아카네 나가노 유타 히구치 카오리 사가노 사쿠라코 와다 신페이                                                                | 타키야마 마사아키                 | 2022년 7월 3일 |
| 제2화  | 欲望に浮かぶ島 욕망으로 뜬 섬                      | 마루토 후미아키               | 아쿠츠 테츠야   | 아쿠츠 테츠야                 | 이마다 아카네 스즈키 리사 미즈노 타츠야 부사 유키코 사가노 사쿠라코 타케다 메이 | 후루즈미 치아키                   | 7월 10일       |
| 제3화  | ほんの僅かな酷い代償 아주 약간의 지독한 대가       | 마루토 후미아키               | 야마다 아키라   | 사토 미츠토시 타나카 토모나리 | 쿠라야 료타 이상민 나카타 치사토 와다 신페이 아오야기 | 타키야마 마사아키                 | 7월 17일       |
| 제4화  | 奪い切れない未練 다 빼앗을 수 없는 미련            | 마루토 후미아키               | 아보 타카오     | 모리 코타                     | 나가노 유타 마키노 카즈토시 | 후루즈미 치아키                   | 7월 24일       |
| 제5화  | うたかたの爪痕 덧없는 손톱자국                     | 마루토 후미아키               | 쿠보 유스케     | 쿠보 유스케                   | 사이토 유 니노미야 나나코 부사 유키코 나카시타 미호 히노 타카후미 아오노 유카 | 타키야마 마사아키                 | 7월 31일       |
| 제6화  | 悪魔殺しの第三者 악마를 죽이는 제3자               | 마루토 후미아키 이시다 류이치 | 나카야마 나오미 | 스즈키 마사히코               | 이마다 아카네 니노미야 나나코 미즈노 타츠야 이상민 사가노 사쿠라코 | 타키야마 마사아키 후루즈미 치아키 | 8월 7일        |
| 제7화  | だけどいい、それでいい 그래도 괜찮아, 그걸로 됐어  | 마루토 후미아키 이시다 류이치 | 모리모토 이쿠로 | 마에야 토시히로               | 나가노 유타 츠즈키 유카코 이시카와 아이리 스즈키 리사 사이토 유 우에타케 야스히코 아이네 코우 코바야시 신페이                                                                                                | 타키야마 마사아키                 | 8월 14일       |
| 제8화  | 望んでなかった真実 원하지 않았던 진실              | 마루토 후미아키               | 아사오카 타쿠야 | 키무라 요시츠구               | 카와구치 히로아키 에토 타이키 이마다 아카네 마카베 마코토 林子皓 | 후루즈미 치아키                   | 8월 21일       |
| 제9화  | 流す涙の意味を知らずに 흘리는 눈물의 의미를 모르고 | 마루토 후미아키               | 아쿠츠 테츠야   | 아쿠츠 테츠야                 | 이토 미나 히구치 카오리 와타베 타카시 | 타키야마 마사아키                 | 8월 28일       |
| 제10화 | 待ち望んだ最悪 고대하던 최악                       | 마루토 후미아키               | 오오츠키 아츠시 | 호리우치 유야                 | 키타지마 유키 니노미야 나나코 타나베 타카아키 히노 타카후미 부사 유키코 이리에 타카시 이시카와 아이리 | 후루즈미 치아키                   | 9월 4일        |
| 제11화 | 優しく愚かな嘘 다정하고 어리석은 거짓말            | 마루토 후미아키               | 사쿠마 타카시   | 사쿠마 타카시                 | 사이토 유 아이네 코우 코바야시 신페이 이마다 아카네 스즈키 리사 黄鶴亭 타나베 타카아키 나카가와 하지메 이리에 타카시 나가노 유타 우에타케 야스히코                                                           | 타키야마 마사아키                 | 9월 11일       |
| 제12화 | 彼を信じて 그를 믿어                               | 마루토 후미아키               | 모리 코타       | 모리 코타                     | 고다 히로아키 니노미야 나나코 히구치 카오리 나카시타 미호 오카자키 히로미 나가노 유타 안도 마키 카와나베 유스케 야마자키 아이                                                                                | 후루즈미 치아키                   | 9월 18일       |
| 제13화 | 未解決で大団円 미해결로 대단원                     | 마루토 후미아키               | 타나카 토모나리 | 타나카 토모나리 쿠보 유스케   | 이마다 아카네 부사 유키코 스즈키 리사 이시카와 아이리 니노미야 나나코 코바야시 신페이 와다 신페이 마루야마 히로카츠 나카시타 미호 한민기 안도 마키 이시카와 테츠야 히노 타카후미 이리에 타카시 토리이 타카시 | 타키야마 마사아키                 | 9월 25일       |

### BD / DVD
| 권 | 발매일           | 수록화          | 규격 품번     | 규격 품번     |
| 권 | 발매일           | 수록화          | BD한정판      | DVD한정판     |
| -- | ---------------- | --------------- | ------------- | ------------- |
| 1  | 2022년 9월 28일  | 제1화 - 제3화   | ANZX-15641/2  | ANZB-15641/2  |
| 2  | 2022년 10월 26일 | 제4화 - 제5화   | ANZX-15643/4  | ANZB-15643/4  |
| 3  | 2022년 11월 30일 | 제6화 - 제7화   | ANZX-15645/6  | ANZB-15645/6  |
| 4  | 2022년 12월 28일 | 제8화 - 제9화   | ANZX-15647/8  | ANZB-15647/8  |
| 5  | 2023년 1월 25일  | 제10화 - 제11화 | ANZX-15649/50 | ANZB-15649/50 |
| 6  | 2023년 2월 22일  | 제12화 - 제13화 | ANZX-15651/2  | ANZB-15651/2  |

### 코미컬라이즈
2022년 6월 4일에 코미컬라이즈가 예정되어 있음이 발표되었다. 이타치 작화에 의해 망가 UP!에서 2022년 7월 2일부터 2024년 3월 27일까지 연재되었다.
- Bayron City Express(원작) / 이타치(만화) 《Engage Kiss》 스퀘어 에닉스 〈간간 코믹스 UP!〉, 전 2권
  1. 2023년 2월 7일 발매[11][12], ISBN 978-4-7575-8384-9
  2. 2024년 6월 7일 발매[13], ISBN 978-4-7575-9172-1